# 阿尔布斯费尔德
阿尔布斯费尔德是德国石勒苏益格－荷尔斯泰因州的一个市镇。总面积4.18平方公里，总人口60人，其中男性31人，女性29人（2011年12月31日），人口密度14人/平方公里。